# ダイサン
株式会社ダイサン（英: DAISAN CO.,LTD.）は、くさび緊結式足場「ビケ足場」の設計・施工付レンタル、ビケ足場・建築金物・仮設機材の製造・販売、住環境に関する製品の販売および施工を営む企業である。
本社は、大阪府大阪市中央区。「ビケ足場」は、株式会社ダイサンの登録商標である。

## 概要
1979年、株式会社大三機工商会（現、株式会社ダイサン）が国内初めての、くさび緊結式足場であるビケ足場を開発した。それまでの住宅用足場にない画期的な特徴を持つビケ足場を設計・施工付きでレンタルすることを考え「ビケレンタルシステム」を確立し普及していった。
事業理念を、「快適な住環境づくりに、新しい足場文化と安全文化を創造する」とし、仮設事業だけでなく住環境事業として外装工事や太陽光発電システム等を手がける新しいビジネスも展開している。最近では、レンタル事業として西日本だけでなく、首都圏へも営業展開を始めた。
2008年、従来の「ビケレンタルシステム」から、足場を提供するまでのプロセスも重要視し、ヒトによるサービスの品質向上を目的として「ビケシステムサービス」へと変更した。
現在、ビケシステムサービスを提供する企業は、全国に36社、166事業所あり、それらの企業の集まりを「ビケ会」と称する。

## 沿革
1975年
建築金物、仮設機材の製造販売およびプレス加工を目的として大阪府堺市神辺町に株式会社大三機工商会を設立
社団法人仮設工業会に入会
1980年
クサビ式の低層用仮設足場「ビケ足場」を開発し製造販売を開始
1984年
ビケ足場事業部を「ビケ足場」の西日本地区における販売及びレンタルの会社として、株式会社ビケを分離
「ビケ足場」が社団法人仮設工業会の認定品となる
1989年
商号を株式会社ダイサンに変更
大阪市中央区に本社を移転
1997年
経営体質の強化および製造・開発から販売・施工にいたる総合仮設企業となるために株式会社ビケと合併
2000年
大阪証券取引市場第二部に株式を上場
品質保証の国際規格ISO9001を認証取得
2003年
新規事業部門として「住環境事業部」を設置
2006年
レンタル事業として首都圏への出店
2011年
社内検定「ビケ足場施工」が仮設業界初の厚生労働省認定を取得
2013年
大阪証券取引所と東京証券取引所の現物株市場統合に伴い、東京証券取引所市場第二部に上場。

## ビケシステムサービス
ハンマー1本で施工が可能で、土地の起伏や建物の形状にかかわらず設置でき、建物との接続なしに自立する、といったそれまでの住宅用足場にない画期的な特徴を持つ「ビケ足場」を、設計・施工付きレンタルし、熟練者から経験の浅い作業者まで、誰でも安心して快適に作業できる足場を提供するシステムのこと。
作業者は、顧客の安心感と、業界の近代化を目的とし統一したデザインのユニフォームや車両を使用している。